# 인생 (1997년 영화)
《인생》(스와힐리어: Spring för livet)은 1997년에 개봉한 스웨덴의 영화이다.

## 한국판 성우진(KBS)
- 손정아 - 잉그리드
- 홍시호 - 미카엘
- 안경진 - 카티
- 양정애 - 간호사
- 김태웅 - 의사
- 강구한 - 경찰 검시관 / 무전기 소리
- 서문석 - 에릭
- 김혜미 - 카티의 친구
- 안종국 - 라그나르
- 박민아 - 벤델라
- 성창수 - 사제
- 장승길 - 목사